# Estación de Tepexpan
Tepexpan fue una estación de trenes que se encuentra en la Tepexpan, Estado de México.

## Historia
La estación fue edificada sobre la línea troncal México-Veracruz del Ferrocarril Mexicano, que fue inaugurada en enero de 1883. A fines de 1863, estaban terminadas las secciones: de Veracruz a la Soledad y de México a La Villa, y se hallaban en construcción pequeñas secciones de La Villa a Teotihuacan. El 1 de agosto de 1866 fue abierta al servicio público, la línea entre México y Apan, pasando por la estación de Tepexpan.